# Dishonored
Dishonored (v prevodu »onečaščen«) je akcijsko-pustolovska videoigra razvijalcev Arkane Studios, ki je izšla leta 2012 pri založniku Bethesda Softworks. Narejena je za sisteme Microsoft Windows, PlayStation 3 in Xbox 360.
Dogajanje je postavljeno v izmišljeno pristaniško mesto Dunwall, ki ga ogroža kuga. Protagonist je Corvo Attano, telesni stražar Cesarice Otokov, ko jo umorijo zarotniki, Corva pa okrivijo umora, zaradi česar je prisiljen postati morilec da bi se maščeval ljudem, ki so ga prevarali. Pri tem mu pomagajo t. i. »Lojalisti«, ki si prizadevajo prevzeti oblast v Dunwallu s pomočjo Cesaričine hčerke, in »Tujec« (Outsider), magično bitje, ki mu podeli nadnaravne moči. Likom je posodilo glas več znanih igralcev, med njimi Susan Sarandon, Brad Dourif, Carrie Fisher, Michael Madsen, Lena Headey in Chloë Grace Moretz.

## Igranje
Igranje je iz prvoosebne perspektive; igralec mora opraviti več misij za odstranitev svojih nasprotnikov, pri čemer je poudarek na izbiri - vedno namreč obstaja več načinov končanja misij, bodisi s skrivanjem, bodisi z bojevanjem ali kombinacijo obeh pristopov. Tudi uporabni predmeti in nadnaravne sposobnosti so narejeni tako, da odpirajo nove možnosti s kombiniranjem učinkov. Igro je mogoče končati brez da bi Corva kdo od sovražnikov opazil in brez da bi on koga ubil. Zgodba in misije se spreminjajo glede na igralčeve odločitve in vodijo do enega od treh možnih koncev.

## Razvoj
Med produkcijo, ki je trajala tri leta, so razvijalci ustvarili več različic. Preden so se odločili za okolje, ki spominja na industrijska London in Edinburg poznega 19. stoletja, so nameravali dogajanje postaviti v srednjeveško Japonsko in London 17. stoletja. Preskusni igralci so v fazi razvoja odkrili nenačrtovane načine za izkoriščanje sposobnosti lika; namesto da bi to omejili, so razvijalci ustrezno oblikovali stopnje in dali več svobode. Glasbeno podlago je ustvaril skladatelj Daniel Licht.

## Odziv
Ob izidu je bila igra deležna v glavnem pozitivnih ocen, recenzenti so pohvalili predvsem pripovedni slog misij in svobodo igranja, slabše pa sta bila ocenjena predvidljiva osnovna zgodba in težaven nadzor nad igralčevim likom.  Zanjo so ustvarjalci prejeli več nagrad, med njimi Spike Video Game award 2012 za najboljšo akcijsko-pustolovsko igro in nagrado Bafte 2013 za najboljšo videoigro.
Različne publikacije, med njimi Ars Technica, CNET, Forbes in The Guardian (slednja skupaj z igro XCOM: Enemy Unknown), so razglasile Dishonored za najboljšo videoigro leta 2012. Kasneje je izšlo več dodatkov, v katerih ima glavno vlogo eden izmed antagonistov iz izvirnika. Oktobra 2013 je izšla izdaja Game of the Year Edition, ki vsebuje osnovno igro in vse do takrat ustvarjene dodatke.